# Фестиваль Гектора Берлиоза
Фестиваль Гектора Берлиоза (фр. Festival Berlioz) — ежегодный фестиваль классической музыки, проходящий в августе в городе Ла-Кот-Сент-Андре, департамент Изер, на родине композитора Гектора Берлиоза, и посвящённый, прежде всего, его произведениям.
Первый заметный в национальном масштабе Фестиваль Берлиоза был основан в 1979 году в Лионе по инициативе Сержа Бодо, художественного руководителя Лионского национального оркестра; в рамках этого фестиваля были, в частности, осуществлены постановки редко исполняемых опер композитора. Фестиваль Берлиоза под руководством Бодо проходил до 1989 года.
В то же время на родине композитора, в Ла-Кот-Сент-Андре, с 1954 года проводила музыкальный фестиваль Ассоциация Гектора Берлиоза — общественная организация, во главе которой стоял местный политик Жан Бойе. Превращение этого местного музыкального проекта в заметное событие началось в 1994 году, когда руководителем фестиваля стал продюсер Бернар Мерлино. Он отказался от использования местного концертного зала, не обладавшего хорошей акустикой, и разместил фестивальные концерты во дворе находящегося на территории города замка Людовика XI: во время фестиваля двор превращается в открытый концертный зал на 1500 мест. Под руководством Мерлино в 2003 году фестиваль торжественно отметил 200-летие Берлиоза, в 1990—2000-е годы среди участников фестиваля были, в частности, Мстислав Ростропович, Мишель Плассон, Эммануэль Кривин.
Новая эпоха в истории фестиваля началась в 2009 году, когда его художественным руководителем стал Бруно Мессина. Программа фестиваля обогатилась камерными концертами в саду дома, где родился Берлиоз, а партнёрская программа — совместными проектами с Центром французской романтической музыки и учреждением Европейского молодёжного оркестра имени Берлиоза, который возглавил Франсуа Ксавье Рот.